# El Khabouzia
El Khabouzia è un comune dell'Algeria, situato nella provincia di Bouira.